# Москвята
Москвя́та (рос. Москвята) — присілок у складі Нагорського району Кіровської області, Росія. Входить до складу Чеглаківського сільського поселення.
Населення становить 13 осіб (2010, 17 у 2002).
Національний склад станом на 2002 рік — росіяни 100 %.